# Piéton (plaats)
Piéton is een dorp in de Belgische provincie Henegouwen, en een deelgemeente van de Waalse gemeente Chapelle-lez-Herlaimont.
Piéton was een zelfstandige gemeente, tot die bij de gemeentelijke herindeling van 1977 toegevoegd werd aan de gemeente Chapelle-lez-Herlaimont.

## Bezienswaardigheden
- De Sint-Jan-de-Doperkerk (Église Saint-Jean-Baptiste) is een classicistisch kerkgebouw van 1778-1782.
- De Molen van Piéton (Moulin de Piéton) was een bovenslagmolen op de Piéton. Het was waarschijnlijk een banmolen van de Commanderij van de Hospitaalridders van Sint-Jan die hier vlakbij heeft gestaan. Het rad en een deel van de inrichting zijn verdwenen.

## Natuur en landschap
Piéton ligt aan de Piéton die een viertal km stroomopwaarts ontspringt. De hoogte aan de kerk bedraagt 174 meter.

## Economie
In 1847 werd de Compagnie du Charbonnage de Piéton opgericht en vond er steenkoolwinning plaats.

## Demografische ontwikkeling
- Bronnen:NIS, Opm:1831 tot en met 1970=volkstellingen, 1976= inwoneraantal op 31 december

## Nabijgelegen kernen
Chapelle-lez-Herlaimont, Carnières, Anderlues, Forchies-la-Marche